# Monteverdi High Speed
Monteverdi High Speed – sportowy samochód osobowy produkowany przez szwajcarską firmę Monteverdi w latach 1967–1970. Dostępny jako 2-drzwiowe coupé lub 2-drzwiowy kabriolet. Do napędu użyto pochodzących od Chryslera silników V8, 7,2 l oraz 7,0 l Hemi. Moc przenoszona była na oś tylną poprzez 3-biegową automatyczną lub manualną skrzynię biegów produkcji ZF.

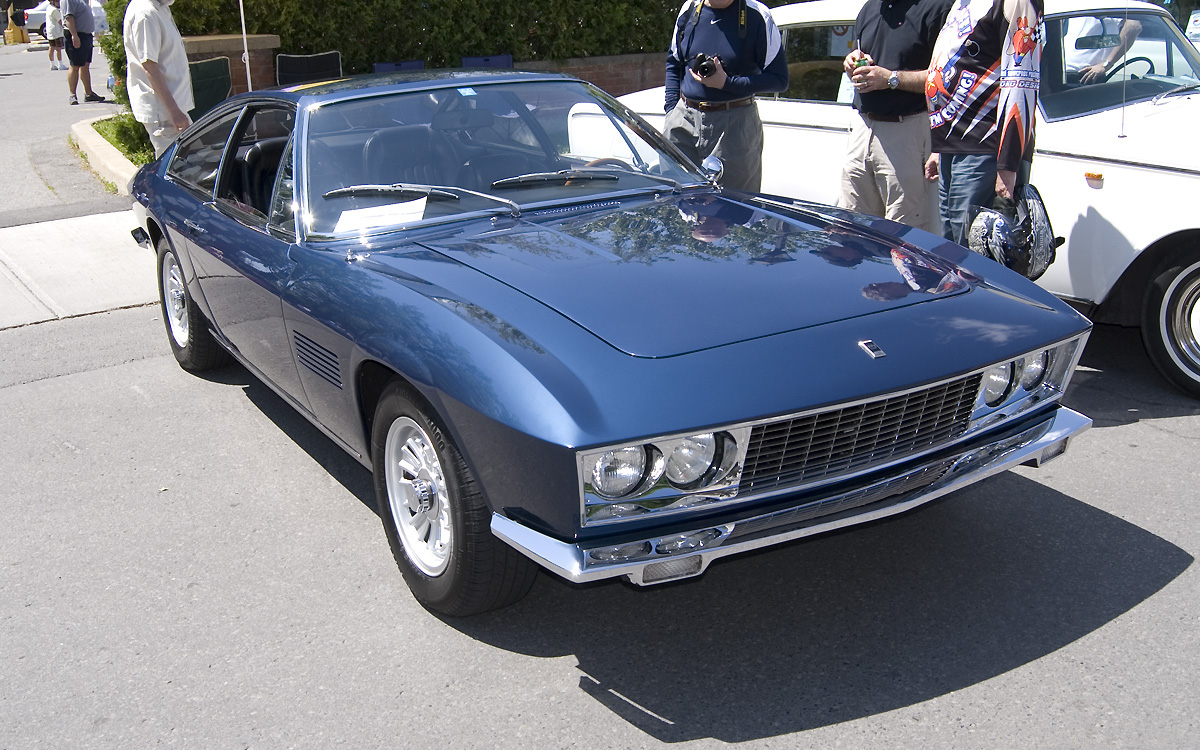
Monteverdi High Speed Coupé

## Dane techniczne

### Silnik
- V8 Hemi 7,0 l (6974 cm³), 2 zawory na cylinder, OHV
- Układ zasilania: gaźnik
- Średnica × skok tłoka: 107,95 mm × 95,20 mm
- Stopień sprężania: 10,25:1
- Moc maksymalna: 456 KM (335,6 kW) przy 5000 obr./min
- Maksymalny moment obrotowy: 663 N•m przy 4000 obr./min